# Liste der Monuments historiques in Us (Val-d’Oise)
Die Liste der Monuments historiques in Us (Val-d’Oise) führt die Monuments historiques in der französischen Gemeinde Us auf.

## Liste der Bauwerke
| Bezeichnung                      | Beschreibung                           | Standort | Kennzeichnung | Schutzstatus | Datum | Bild           |
| -------------------------------- | -------------------------------------- | -------- | ------------- | ------------ | ----- | -------------- |
| Château de Dampont               | Schloss, erbaut im 19./20. Jahrhundert | (Lage)   | PA95000009    | Inscrit      | 2002  | weitere Bilder |
| Kirche Notre-Dame-de-la-Nativité |                                        | (Lage)   | PA00080216    | Inscrit      | 1926  | weitere Bilder |

## Liste der Objekte

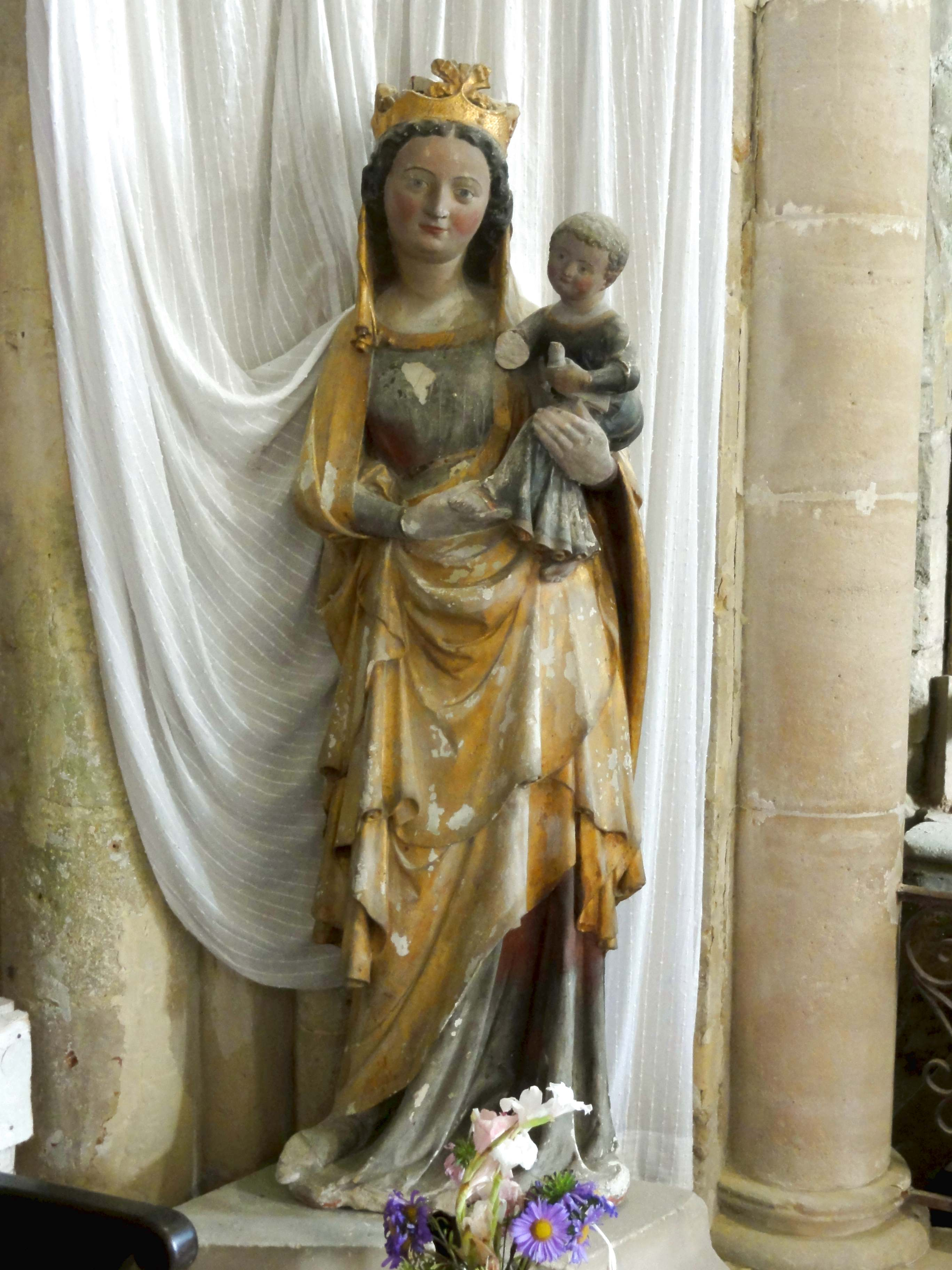
Skulptur Madonna und Kind (14. Jahrhundert) in der Kirche Notre-Dame-de-la-Nativité

- Monuments historiques (Objekte) in Us in der Base Palissy des französischen Kultusministeriums